# Diocese de Caetité
A Diocese de Caetité (Dioecesis Caëtitensis) é uma circunscrição eclesiástica da Igreja Católica no estado da Bahia criada em 20 de outubro de 1913, pela bula Majus Animarum Bonum do Papa Pio X, desmembrada da Arquidiocese de São Salvador da Bahia. Sua sede fica na cidade de Caetité (Cúria Diocesana situada à rua Barão de Caetité, 22 – Centro).
Integra a Arquidiocese de Vitória da Conquista, junto às dioceses de Livramento de Nossa Senhora, Jequié e de Bom Jesus da Lapa.
Possuía, em 2010, uma população de 674.346 habitantes no seu território. Este é composto por trinta e cinco municípios com trinta e oito paróquias em seis vicariatos; faz limite com  as dioceses de Barra, Livramento de Nossa Senhora e Bom Jesus da Lapa na Bahia, de Janaúba e Januária, em Minas Gerais.

## Histórico

Províncias Eclesiásticas da regional CNBB Nordeste III.

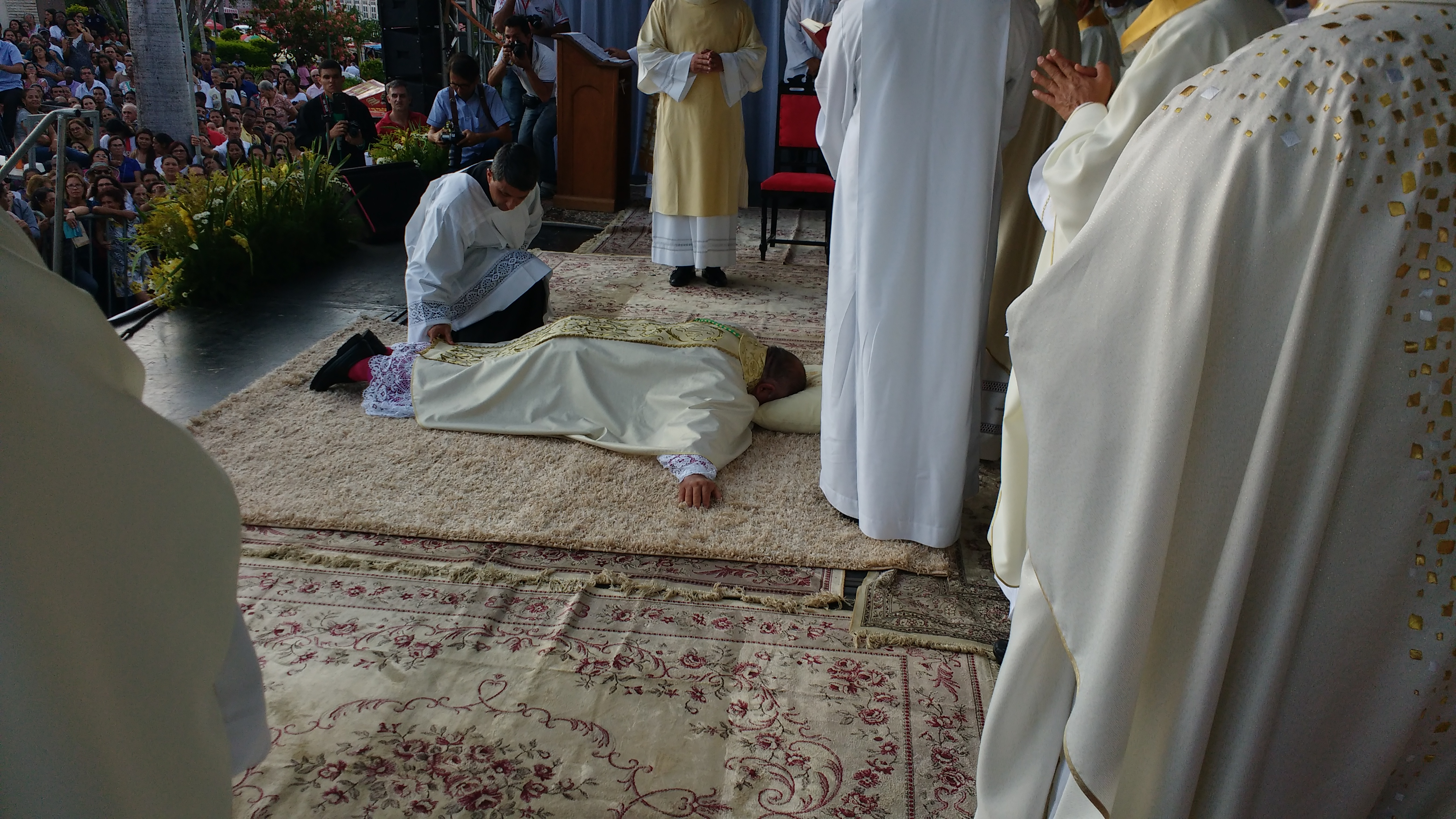
2017 - Posse de D. José Roberto Silva Carvalho (prostrado, em sua ordenação episcopal).

A freguesia de Santana de Caetité foi criada ainda em 1754, desmembrada da de Minas de Rio de Contas, por provisão do Arcebispo José Botelho de Matos, determinando nesta que sua igreja fosse reformada para se adequar à nova condição, ocupando um imenso território que a partir de 1840 foi se desmembrando: em 1840 as freguesias de Mãe de Deus e Mãe dos Homens (Palmas de Monte Alto) e de Nossa Senhora das Vitórias (Vitória da Conquista); em 1849, Nossa Senhora do Gentio (com sede onde hoje está a barragem de Ceraíma, em Guanambi); 1857, Nossa Senhora da Boa Viagem das Almas (Jacaraci); 1860, Santo Antônio da Barra (Condeúba); 1861, Senhor Bom Jesus (Brumado); 1874, Nossa Senhora do Rosário (no distrito caetiteense de Caldeiras); 1876, Santo Antônio das Duas Barras (Urandi); 1877, São Sebastião do Amparo das Umburanas (Guirapá, anexada à de Urandi) e, finalmente, São Sebastião do Cisco (Ibiassucê, depois transferida para Caculé).
No começo do século XX, a instâncias do Monsenhor Luís Pinto Bastos, foi elevada a sede de bispado. A cidade tivera, então, um certo progresso com a instalação de uma Escola Normal, fechada em 1903; poucos anos depois a Missão Presbiteriana do Brasil Central, capitaneada pelo pastor Henry John McCall, fundara na cidade a "Escola Americana", provocando a reação católica com a vinda de um colégio jesuítico (instalado nas dependências da extinta Escola Normal) e, em 1913, com a criação da diocese. A atuação do Monsenhor Bastos teria sido não por uma questão de fé, mas fruto dos embates políticos do missionário em afirmar a preponderância da Igreja no Sertão.
Com a criação da Província Eclesiástica de Vitória da Conquista pela bula Sacrorum Antistites em 16 de janeiro de 2002, por João Paulo II, a Diocese de Caetité passou a pertencer àquela Arquidiocese, instalada efetivamente em 17 de março do mesmo ano.

A Catedral de Senhora Sant'Ana, reconstruída no início do episcopado, foi toda reformada e restaurada. Passou por várias reformas, sendo a última encerrada com uma celebração de reinauguração em 18 de novembro de 2006, com a presença do então governador Paulo Souto, natural da cidade, e bispo D. Riccardo Brusatti.

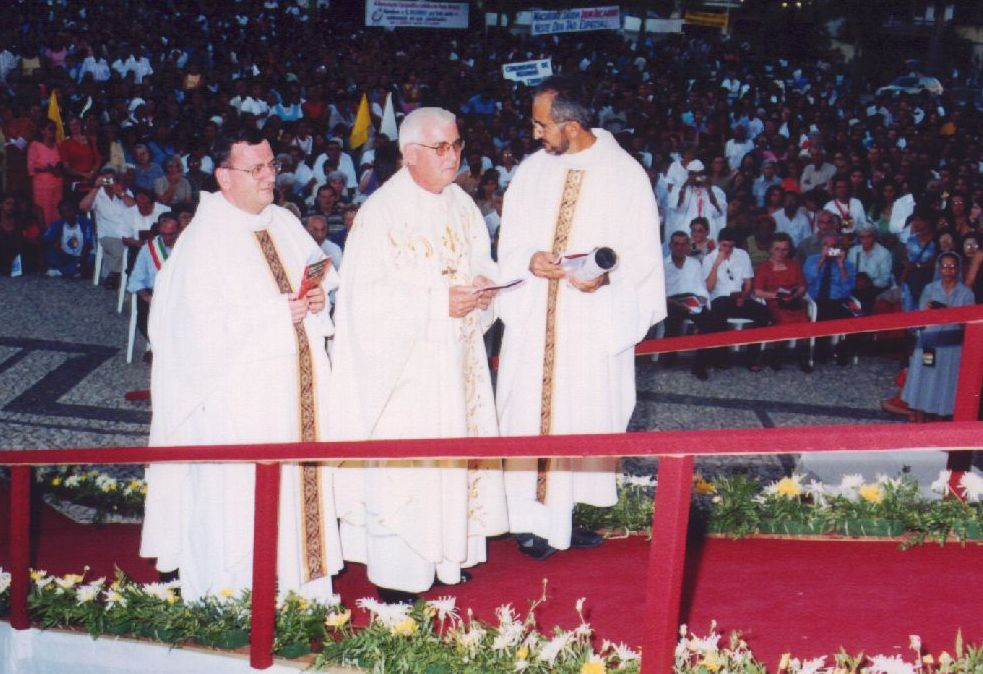
2003 - Posse de D. Riccardo (ao centro).

## Paróquias
A diocese é composta das seguintes paróquias:

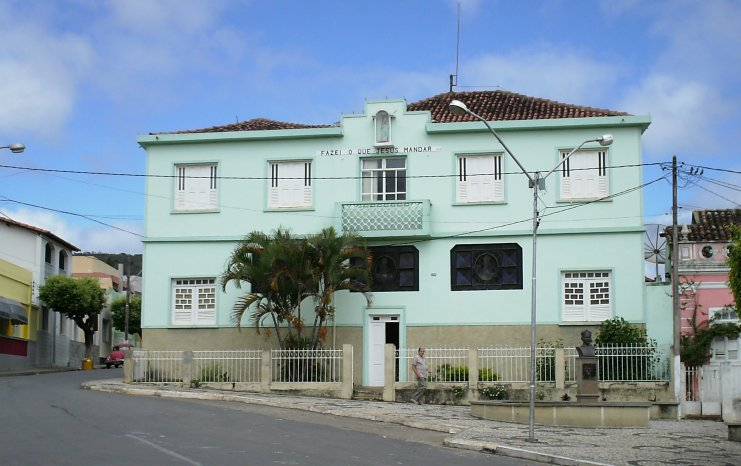
Residência episcopal, à Praça da Catedral.

- Catedral Diocesana Santana – Caetité
- Imaculado Coração de Maria – Tanque Novo
- Nossa Senhora da Conceição Aparecida – Caetité[nota 3]
- Nossa Senhora da Conceição Aparecida e São Cristóvão – Brumado[nota 4]
- Nossa Senhora da Abadia – Boquira
- Nossa Senhora da Boa Viagem – Jacaraci
- Nossa Senhora da Conceição – Licínio de Almeida
- Nossa Senhora da Glória – Riacho de Santana
- Nossa Senhora da Imaculada Conceição – Macaúbas
- Nossa Senhora das Dores – Candiba
- Nossa Senhora do Carmo – Ibitira
- Nossa Senhora do Livramento – Igaporã
- Nossa Senhora do Livramento – Rio do Antônio
- Nossa Senhora do Perpétuo Socorro – Matina
- Nossa Senhora Mãe de Deus e dos Homens – Palmas de Monte Alto
- Sagrado Coração de Jesus – Botuporã
- Sagrado Coração de Jesus – Caculé
- Santa Cruz – Malhada
- Santa Luzia – Iuiú
- Santa Rosa de Viterbo – Guajeru
- Santo Antônio – Caraíbas
- Santo Antônio – Guanambi
- Santo Antônio – Maetinga
- Santo Antônio – Sebastião Laranjeiras
- Santo Antônio – Urandi
- Santo Antônio – Condeúba[nota 5]
- São João Batista – Pindaí
- São João Batista – Presidente Jânio Quadros
- São José Operário – Mortugaba
- São Pedro – Aracatu
- São Sebastião – Ibiassucê
- Senhor Bom Jesus – Brumado
- Senhor Bom Jesus – Malhada de Pedras
- Senhor Bom Jesus da Boa Vida – Cordeiros
- Senhor do Bonfim – Tremedal
- Senhora Santana – Piripá
- Santa Virgem das Vitórias – Lagoa Real[nota 6]
- São Geraldo Majella – Guanambi[nota 7]
- São Sebastião – Caturama

## Bispos
Desde a sua criação, sucederam-se nove bispos:
| #  | Nome                                         | Período      | Notas                                      |
| -- | -------------------------------------------- | ------------ | ------------------------------------------ |
| 9º | José Roberto Silva Carvalho                  | 2016 - atual |                                            |
| 8º | Riccardo Guerrino Brusati                    | 2003 - 2015  | Nomeado Bispo de Janaúba                   |
| 7º | Antônio Alberto Guimarães Rezende, C.S.S.    | 1981 - 2003  |                                            |
| 6º | Eliseu Gomes de Oliveira, O.Carm.            | 1974 - 1980  | Nomeado Bispo de Itabuna                   |
| 5º | Silvério Jarbas Paulo de Albuquerque, O.F.M. | 1970 - 1971  | Nomeado Bispo auxiliar de Feira de Santana |
| 4º | José Pedro Costa                             | 1957 - 1969  | Nomeado Arcebispo coadjutor de Uberaba     |
| 3º | José Terceiro de Sousa                       | 1948 - 1957  |                                            |
| 2º | Juvêncio de Brito                            | 1927 - 1946  | Nomeado Bispo de Garanhuns                 |
| 1º | Manuel Raimundo de Melo                      | 1915 - 1925  |                                            |